# Maria Fisker Stokholm
Maria Fisker Stokholm (født 3. oktober 1990 i Hadsten er en kvindelig dansk håndboldspiller. Hun spiller for den danske klub Viborg HK og det Danmarks kvindehåndboldlandshold.
Hun vandt Champions League i 2016 med rumænske CSM Bucuresti.

## Karriere
Fisker startede med at at spille håndbold i Vissing-Hadsten HK. I 2005 signerede hun Randers HK, men blev der kun én sæson før hun signerede med Viborg HK i 2006. Fisker fik sin debut for Viborg 25 dage før hun fyldte 17 år, hvilket gjorde hende til den 3. yngste debutant nogensinde.
I 2015 fik hun en Hjernerystelse, der holdte hende fra banen i et halvt år. 
Hun spillede en enkelt sæson for den rumænske klub CSM București, hvorefter hun vendte tilbage til Randers HK i 2016. Her spillede hun 3 år, før Viborg HK hentede hende tilbage for at afløse Ann Grete Nørgaard, der netop var rejst til SCM Râmnicu Vâlcea.
Fisker blev udtaget til bruttotruppen til EM 2010, men var ikke blandt de 16 udvalgte. Året efter var hun en del af det danske kvindelandshold under VM 2011 i Brasilien. I 2013 var hun med til at vinde bronze medaljer ved VM i Serbien. Det var de første medaljer de danske kvinder havde vundet i ni år. Danmark slog Polen i bronzekampen 30-26.